# メイス・ニューフェルド
メイス・アルビン・ニューフェルド（Mace Alvin Neufeld、1928年7月13日 - 2022年1月21日）は、アメリカ合衆国の映画プロデューサー。

## 生涯
ニューヨーク出身。10代の頃は写真家として活躍。1944年、第二次世界大戦で活躍した軍人を撮影した写真で高い評価を受ける。イェール大学とニューヨーク大学を卒業。
1970年代からテレビドラマの制作を始める。1976年、ハーヴェイ・バーンハードの誘いを受けて『オーメン』の制作に携わり、大ヒットさせる。1990年代からはトム・クランシーの小説を基にした一連のジャック・ライアンシリーズを製作している。

## エピソード
『オーメン』の撮影開始前後の時期に落雷に見舞われたことがあり、ホラー映画特有の不幸のジンクスのように語られることがある。

## 主な作品
- オーメン The Omen （1976年） 製作総指揮
- フリスコ・キッド The Frisco Kid （1976年） 劇場未公開
- ファンハウス/惨劇の館 The Funhouse （1980年）
- 突撃バンパイア・レポーター/トランシルバニア6-5000 Transylvania 6-5000 （1985年） 劇場未公開
- 追いつめられて No Way Out （1987年） 製作総指揮
- レッド・オクトーバーを追え! The Hunt for Red October （1990年）
- イントルーダー 怒りの翼 Flight of the Intruder （1991年）
- オーメン4 Omen IV: The Awakening （1991年） テレビ映画、製作総指揮
- スーパー・タッチダウン Necessary Roughness （1991年）
- パトリオット・ゲーム Patriot Games （1992年）
- ビバリーヒルズ・コップ3 Beverly Hills Cop III （1994年）
- 今そこにある危機 Clear and Present Danger （1994年）
- セイント The Saint （1997年）
- ロスト・イン・スペース Lost in Space （1998年） 製作総指揮
- ブラック・ドッグ Black Dog （1998年） 製作総指揮
- 将軍の娘/エリザベス・キャンベル The General's Daughter （1999年）
- ブレス・ザ・チャイルド Bless the Child （2000年）
- トータル・フィアーズ The Sum of All Fears （2002年）
- ゴッド&ジェネラル/伝説の猛将 Gods and Generals （2003年）
- アサイラム/閉鎖病棟 Asylum （2005年）
- サハラ 死の砂漠を脱出せよ Sahara （2005年）
- インビクタス/負けざる者たち Invictus （2009年）
- エージェント:ライアン Jack Ryan: Shadow Recruit （2014年）
- イコライザー The Equalizer （2014年）
- イコライザー2 The Equalizer 2 （2018年）
- ジャック・ライアン Tom Clancy's Jack Ryan （2018年） 監督、製作総指揮